# Kirill Kaprizov
Kirill Olegovitch Kaprizov, en russe : Кирилл Олегович Капризов (né le 26 avril 1997 à Novokouznetsk en Russie), est un joueur professionnel russe de hockey sur glace. Il évolue au poste d'attaquant.

## Biographie

### En club
Kaprizov débute avec les Kouznetskie Medvedi, club junior du Metallourg Novokouznetsk dans la MHL en 2013-2014. Il est repêché à la 1re position du repêchage d'entrée dans la KHL 2014 par le Metallourg Novokouznetsk. Dès l'année suivante, il commence sa carrière dans la KHL avec l'équipe qui l'a repêché. Il est choisi à la 135e position du repêchage d'entrée dans la LNH 2015 par le Wild du Minnesota.
Il joue son premier match dans la Ligue nationale de hockey le 14 janvier 2021 face aux Kings de Los Angeles durant lequel il inscrit deux assistances et le but victorieux en prolongation.
Le 21 septembre 2021, Kaprizov signe un contrat de 5 ans et 45 millions de dollars avec le Wild.

### Carrière internationale
Il représente la Russie en sélections jeunes. Lors de la finale des Jeux olympiques de Pyeongchang, son but en prolongation permet à la Russie de devenir championne olympique 2018.

## Statistiques

### En club
| Saison     | Équipe                   | Ligue      |     | Saison régulière | Saison régulière | Saison régulière | Saison régulière | Saison régulière |    | Séries éliminatoires | Séries éliminatoires | Séries éliminatoires | Séries éliminatoires | Séries éliminatoires |
| Saison     | Équipe                   | Ligue      | PJ  | B                | A                | Pts              | Pun              | PJ               | B  | A                    | Pts                  | Pun                  |                      |                      |
| 2013-2014  | Kouznetskie Medvedi      | MHL        | 52  | 18               | 16               | 34               | 30               | 8                | 1  | 2                    | 3                    | 2                    |                      |                      |
| 2014-2015  | Metallourg Novokouznetsk | KHL        | 31  | 4                | 4                | 8                | 6                | -                | -  | -                    | -                    | -                    |                      |                      |
| 2014-2015  | Kouznetskie Medvedi      | MHL        | 3   | 0                | 2                | 2                | 2                | 3                | 0  | 0                    | 0                    | 2                    |                      |                      |
| 2015-2016  | Metallourg Novokouznetsk | KHL        | 53  | 11               | 16               | 27               | 10               | -                | -  | -                    | -                    | -                    |                      |                      |
| 2015-2016  | Kouznetskie Medvedi      | MHL        | 4   | 7                | 3                | 10               | 0                | 4                | 1  | 2                    | 3                    | 0                    |                      |                      |
| 2016-2017  | Salavat Ioulaïev Oufa    | KHL        | 49  | 20               | 22               | 42               | 66               | 5                | 3  | 0                    | 3                    | 0                    |                      |                      |
| 2017-2018  | HK CSKA Moscou           | KHL        | 46  | 15               | 25               | 40               | 14               | 19               | 2  | 8                    | 10                   | 4                    |                      |                      |
| 2018-2019  | HK CSKA Moscou           | KHL        | 57  | 30               | 21               | 51               | 16               | 19               | 4  | 10                   | 14                   | 6                    |                      |                      |
| 2019-2020  | HK CSKA Moscou           | KHL        | 57  | 33               | 29               | 62               | 10               | 4                | 2  | 2                    | 4                    | 2                    |                      |                      |
| 2020-2021  | Wild du Minnesota        | LNH        | 55  | 27               | 24               | 51               | 16               | 7                | 2  | 1                    | 3                    | 4                    |                      |                      |
| 2021-2022  | Wild du Minnesota        | LNH        | 81  | 47               | 61               | 108              | 34               | 6                | 7  | 1                    | 8                    | 2                    |                      |                      |
| 2022-2023  | Wild du Minnesota        | LNH        | 67  | 40               | 35               | 75               | 45               | 6                | 1  | 0                    | 1                    | 12                   |                      |                      |
| 2023-2024  | Wild du Minnesota        | LNH        | 75  | 46               | 50               | 96               | 36               | -                | -  | -                    | -                    | -                    |                      |                      |
| Totaux LNH | Totaux LNH               | Totaux LNH | 278 | 160              | 170              | 330              | 131              | 19               | 10 | 2                    | 12                   | 18                   |                      |                      |

### En équipe nationale
| Année | Compétition                          |   | PJ | B | A  | Pts | Pun | +/-                |  | Résultat |
| 2015  | Championnat du monde moins de 18 ans | 4 | 1  | 3 | 4  | 2   | 0   | Cinquième place    |  |          |
| 2016  | Championnat du monde junior          | 7 | 1  | 2 | 3  | 2   | -2  | Médaille d'argent  |  |          |
| 2017  | Championnat du monde junior          | 7 | 9  | 3 | 12 | 2   | +7  | Médaille de bronze |  |          |
| 2018  | Jeux olympiques                      | 6 | 5  | 4 | 9  | 2   | +7  | Médaille d'or      |  |          |
| 2018  | Championnat du monde                 | 8 | 6  | 2 | 8  | 2   | +8  | Sixième place      |  |          |
| 2019  | Championnat du monde                 | 9 | 2  | 0 | 2  | 2   | +2  | Médaille de bronze |  |          |

## Trophées et honneurs personnels

### LNH
- 2020-2021 : 
  - remporte le trophée Calder
  - nommé dans l'équipe d'étoiles recrues
- 2021-2022 : participe au 66e Match des étoiles (1)
- 2022-2023 : participe au 67e Match des étoiles (2)
- 2023-2024 : participe au 68e Match des étoiles (3)